# Theridion ruwenzoricola
Theridion ruwenzoricola är en spindelart som beskrevs av Embrik Strand 1913. Theridion ruwenzoricola ingår i släktet Theridion och familjen klotspindlar. Inga underarter finns listade i Catalogue of Life.